# حزب کارگران بنگلادش
حزب کارگران بنگلادش (بنگالی: বাংলাদেশের ওয়ার্কার্স পার্টি) یک حزب کمونیست در کشور بنگلادش است.
این حزب در سال ۱۹۸۰ توسط حزب کمونیست بنگلادش (لنینیست)، لیگ کمونیست انقلابی، حزب مجدور و گروه دیگری تأسیس شد. امل سن دبیرکل و مؤسس حزب بود.
در سال ۱۹۸۴، حزب به دو جناح تقسیم شد، که هر دو جناح از نام حزب کارگران بنگلادش استفاده کردند. یک گروه توسط امل سن و نذرالاسلام هدایت می‌شد. دیگری توسط رئیس فعلی حزب، راشد خان منون هدایت می‌شد. در سال ۱۹۹۲ آنها دوباره به هم پیوستند.
حزب کارگران بنگلادش در سال ۲۰۱۴ به اتحاد بزرگ پیوست اما رهبری حزب صریحاً جهت ۱۴ حزب اتحاد بعدی را پس از انتخابات ۲۰۱۴ زیر سؤال برد.
در انتخابات ۲۰۱۸ بنگلادش، به عنوان بخشی از اتحاد بزرگ همراه با لیگ عوام بنگلادش شرکت کرد و چهار کرسی در جاتیا سانگساد بدست آورد و از این رو دولت را تشکیل داد.